# 海南冬青
海南冬青（学名：Ilex hainanensis）为冬青科冬青属的植物。分布在中国大陆的海南、广东、贵州、广西、云南等地，生长于海拔500米至1,000米的地区，一般生长在山坡密林及疏林中，目前已由人工引种栽培。
其种加词“hainanensis”意为“海南的”。